# アレクサンドル・ボグダーノフ

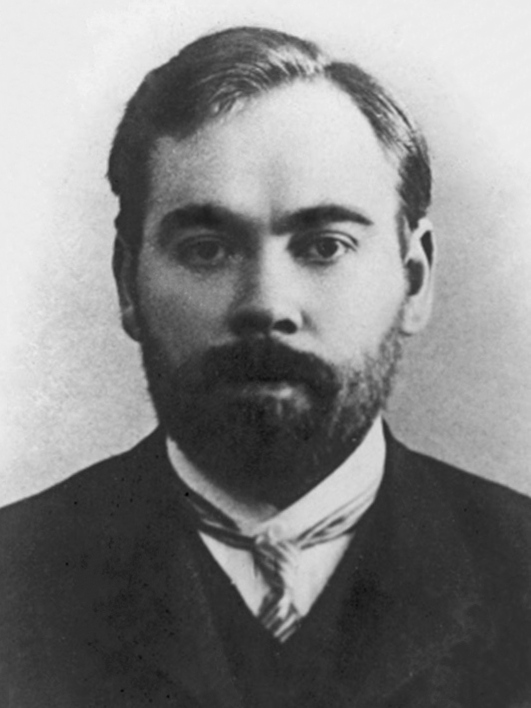
アレクサンドル・ボグダーノフ

アレクサンドル・アレクサンドロヴィチ・ボグダーノフ（ロシア語:Александр Александрович Богдановアリクサーンドル・アリクサーンドラヴィチュ・バグダーナフ、1873年8月22日（ユリウス暦:8月10日）ソコルカ - 1928年4月7日 モスクワ）はロシアの内科医・哲学者・経済学者・SF作家・革命家。本名はアレクサンドル・アレクサンドロヴィチ・マリノフスキー（Малиновский）といい、民族的にはベラルーシ人である。普遍的なシステム理論から輸血による回春までと、幅広い科学的関心をもっていた。現代ロシアの同姓同名のテノール歌手は別人である。

## 生涯

### 第一次大戦まで
地方の教育者の家庭に生まれる。ハリコフ大学で医学の学位を取得中に、革命活動に身を投じてはたびたび逮捕された。1899年に大学を卒業するも医学の道を棄てて、政治哲学や経済学を究め、ボグダーノフの偽名を用いて、1903年にロシア社会民主労働党に入党する。
その後の6年間は、ボリシェヴィキの中で大物にのし上がり、レーニンに次いでナンバー2の地位を得た。1904年から1906年にかけて全3巻の哲学的な論文『経験一元論』を上梓。この中でボグダーノフは、マルクス主義をエルンスト・マッハやヴィルヘルム・オストヴァルト、アヴェナリウスらの哲学に溶け込ませようと試みている。この著書は数多くのマルクス主義の理論家を魅了し、その一人にニコライ・ブハーリンがいる。
1905年革命の崩壊後、ボグダーノフはボリシェヴィキのフペリョート派を率いて、社会民主労働党の代議士の解任を要請し、なおかつボリシェヴィキの指導権をめぐってレーニンと対立する。両者の不和が調停不能となった1908年中頃までに、ボリシェヴィキの指導陣の多くは、ボグダーノフを支持していたか、あるいは態度を決めかねていた。そこでレーニンは、ボグダーノフの哲学者としての名声を殺ぐことに没頭する。1909年のレーニンの著作『唯物論と経験批判論』は、ボグダーノフの地位を貶め、哲学上の理想主義をなじるものだった。
1909年6月に、ボリシェヴィキの雑誌『労働者』の編集主幹によってパリで催された小会合において論破されると、ボグダーノフはボリシェヴィキを脱退し、義兄弟のアナトリー・ルナチャルスキーや、作家マクシム・ゴーリキーらの建神論者に加わってカプリ島に行き、ロシア人職工のための学校を経営する。1910年にボグダーノフとルナチャルスキー、ミハイル・ポクロフスキーならびに彼らの支持者は、学校をボローニャに移して1911年までその経営を続けたが、その間にレーニンとその仲間がパリで同種の学校を始めるようになった。ボグダーノフは1911年に建神論者と手を切ると、革命活動も放棄してしまう。1913年に特赦を追うようにロシアに戻った。

### 第一次大戦後
第一次世界大戦中のボグダーノフは医療に携わり、1917年のロシア革命においては政治的な役割を何も果たさず、政党への再加入の呼びかけにも応じず、ちょうど1820年代のアレクセイ・アラクチェーエフのように、新体制を非難した。
1913年から1922年まで、長大な哲学論文『組織形態学―普遍的な組織学―』の著述にのめりこみ、後にサイバネティクスによって考究されたさまざまな基礎概念を提起した。1918年にボグダーノフはモスクワ大学に経済学の教授の地位を得るとともに、新設された社会主義者社会科学アカデミーの総裁も兼務した。
1918年から1920年までボグダーノフは、プロレタリア文化運動「プロレトクリト」の提唱者・理論家の一人であった。ボグダーノフは著作や講演において、「未来の純粋なプロレタリア文化」に肩入れするあまりに、「旧弊なブルジョワ文化」の完全な破壊を要求している。ボグダーノフによると、目的意識を社会が共有するだけでは足りず、身体感覚さえも未来の社会は共有する。そして人間の組織労働の形象としての機械が専門性や分業を消滅させ、プロレタリアの団結を促す。工場のリズムでプロレタリアの集団的身体が形成され、究極的に「百万人全員が同じ瞬間にハンマーを取る」というのがプロレトクリトの理論である。はじめプロレトクリトは、当時の他の急進的な文化運動と同じく、ボリシェヴィキ政権から経済支援を受けられたが、1919年からは敵視され、1920年12月1日付けの「プラウダ」紙上において、ソヴェト体制の常軌を逸した「プチブル」団体であり、「社会的に異質な要素」があると宣告された。同年末にプロレトクリトの会長は解任され、ボグダーノフは中央委員会に席を失った。1921年から1922年までの間、ボグダーノフは何の機関ともすっかり縁遠くなってしまう。
1923年の夏ボグダーノフは、発見されたばかりの反体制集団「労働者の真理」を唆したとの嫌疑をかけられ、秘密警察に逮捕され、投獄されたがまもなく釈放された。
1924年にボグダーノフは血液も遺伝子も共有財産と考え、輸血実験にとりかかる。不老不死の実現を望んでいたか、少なくとも部分的な若返りを目論んでいたとも言われる。この実験の自主的な協力者にレーニンの姉妹マリヤ・ウリアノヴァがいた。ボグダーノフは11回の輸血の末に、視力の回復や禿の遅延など、良好な徴候を覚えて満足を表明した。革命家仲間のレオニード・クラスニンは妻に宛てて、「ボグダーノフは例の治療の後で、7歳、いや10歳若返ったように見える」と書き送っている。またボグダノフは、1925年から1926年まで血液学・輸血研究室を開設した。
1928年にボグダーノフが命を落としたのも、輸血実験のためであった。マラリア患者ならびに結核患者の学生から採血したために、輸血を通じてこれらの病に感染したのである。しかしながらローレン・グレアムらの研究者は、ボグダーノフ自殺説をとっており、一方では当時なかなか理解されていなかった血液型不適合のために、命を落としたとの見方も出されている。

## 作家として
1908年に、火星を舞台としたユートピア小説『赤い星』を出版。この小説でボグダーノフは、未来の科学や社会の発展についていくつかの予言を行なっている。この作品はまた、後のユートピア的なSF小説の展開において常道となったようなフェミニズム的な主題にも触れている。たとえば、両性の実質的な同一化や、「家庭内奴隷」から逃れ、男性と同等の自由を任意で追究する女性像といった主題のことである。
『赤い星』のユートピア像と現代社会との目立った相違点は、労働者が自分の勤務時間を完全にコントロールできるということだが、もっと微妙な違いは、会話などの社会行動に見出される。また、火星社会における輸血についても立ち入った描写がなされている。

『赤い星』は、キム・スタンリー・ロビンソンのネビュラ賞受賞作『レッド・マーズ』の発想源の一つであった。登場人物のアルカディは姓をボグダノフといい、設定上のボグダーノフの子孫ということになっている（ちなみにアルカディという名は、明言されていないものの、おそらくストルガツキー兄弟の弟アルカディの名を貰い受けているのだろう）。

## 『組織形態学』
『組織形態学』は、ボグダーノフの独創的な問題提起がなされた著作である。社会科学・生物学・物理学のすべてを、関連性のある体系と見做し、すべての体系に横たわる組織的な原理を探究しようとすることで、これらの分野を統一しようとしている。1920年代初頭に完成されたボグダーノフの『組織形態学―普遍的組織学―』は、後にノルベルト・ウィーナーの『サイバネティクス』やルートヴィヒ・フォン・ベルタランフィの「一般システム理論」によって有名になった概念のさきがけを数多く含んでいる。

## 註釈
- ^ See Stephen F. Cohen. Bukharin and the Bolshevik Revolution: A Political Biography, 1888-1938, Oxford University Press, 1980 (first published by Alfred A. Knopf in 1973), ISBN 0-19-502697-7 p.15
- ^ See Alan Woods. Bolshevism: The Road to Revolution, Wellred Publications, 1999, ISBN 1-900007-05-3 Part Three: The Period of Reaction available online
- ^ See Bernice Glatzer Rosenthal. New Myth, New World: From Nietzsche to Stalinism, Pennsylvania State University, 2002, ISBN 0-271-02533-6 p.118.
- ^ See Bernice Glatzer Rosenthal. op. cit., p.162.
- ^ See Boris Souvarine. Stalin: A Critical Survey of Bolshevism, New York, Alliance Group Corporation, Longmans, Green, and Co, 1939, ISBN 1-4191-1307-0 pp.346-347.
- ^ See Bernice Glatzer Rosenthal, op. cit., pp.161-162.

## 著作
- Poznanie s Istoricheskoi Tochki Zreniya (Knowledge from a Historical Viewpoint), St. Petersburg, 1901.
- Empiriomonizm: Stat'i po Filosofii (Empiriomonism: Articles on Philosophy) in 3 volumes, Moscow, 1904-1906
- Filosofiya Zhivogo Opyta: Populiarnye Ocherki (Philosophy of Living Experience: Popular Essays), St. Petersburg, 1912
- Tektologiya: Vseobschaya Organizatsionnaya Nauka in 3 volumes, Berlin and Petrograd-Moscow, 1922.
  - English translation as Essays in Tektology: The General Science of Organization, trans. George Gorelik, Seaside, CA, Intersystems Publications, 1980.